# Isotomurus aequalis
Isotomurus aequalis är en urinsektsart som först beskrevs av Macgillivray 1896.  Isotomurus aequalis ingår i släktet Isotomurus och familjen Isotomidae. Inga underarter finns listade i Catalogue of Life.